# Henry Hunter Hall
Henry Hunter Hall (5 aprile 1997) è un attore statunitense.

## Biografia
Henry Hunter Hall è nato il 5 aprile 1997, figlio della regista Kasi Lemmons e dell'attore Vondie Curtis-Hall. È nipote dello stilista Kevin Hall. È apparso da bambino in piccoli ruoli nelle pellicole Gridlock'd - Istinti criminali e Waist Deep. Nel 2013 ha impersonato Snoopy nel film Un Natale speciale a New York. Nel 2019 ha iniziato ad ottenere la fama internazionale dopo aver recitato nella miniserie televisiva When They See Us.

## Filmografia parziale

### Cinema
- Gridlock'd - Istinti criminali (Gridlock'd), regia di Vondie Curtis-Hall (1997)
- Un Natale speciale a New York (Black Nativity), regia di Kasi Lemmons (2013)
- American Animals, regia di Bart Layton (2018)
- Harriet, regia di Kasi Lemmons (2019)
- Rosaline, regia di Karen Maine (2022)
- La guerra dei mondi (War of the Worlds), regia di Rich Lee (2025)

### Televisione
- When They See Us – miniserie TV, episodi 1x01 e 1x02 (2019)
- Hunters – serie TV, 7 episodi (2020)
- The Watcher – serie TV, 6 episodi (2022)

## Doppiatori italiani
Nelle versioni in italiano delle opere in cui ha recitato, Henry Hunter Hall è stato doppiato da:
- Alex Polidori in Hunters, The Watcher
- Federico Bebi in La guerra dei mondi
- Lorenzo Rossi Jacquier in Rosaline
- Andrea Oldani in Selah e the Spades